# Alpe Devero
L'Alpe Devero è una località alpina che si trova al centro della Valle Devero. Il piccolo centro abitato è una frazione di Baceno, un comune della provincia del Verbano-Cusio-Ossola. L'Alpe, storico insediamento di pascoli per l'allevamento del bestiame, si trova a 1634 metri s.l.m. di altitudine e si trova all'interno dell'area protetta del Parco naturale dell'Alpe Veglia e dell'Alpe Devero.

## Descrizione
Oggi l'Alpe Devero è una località per lo più turistica frequentata da sciatori ed escursionisti, anche se sono ancora presenti allevatori e produttori di latticini. Il formaggio d'alpeggio Bettelmatt infatti viene prodotto proprio in queste zone.
La piana del Devero è un ampio pianoro circondato dai boschi di larici e dalle vette del Monte Cervandone, Punta della Rossa, Pizzo Cornera e Pizzo Fizzi. Poco a nord-est del centro abitato dell'alpe Devero e di Crampiolo si trova il lago Codelago (anche noto come Lago Devero), un bacino artificiale che occupa gran parte del fondovalle della Valle Devero. 
In paese si trovano tipici esempi di architettura locale: le baite con i tetti in piode. È raggiungibile dall'Autostrada A26 Voltri-Sempione, fino a Gravellona Toce, da qui si procede per Domodossola uscendo verso le Valli Antigorio-Formazza, si prosegue per Goglio, frazione di Baceno, e da qui si sale alla valle di Devero tramite una strada comunale lunga circa 7 km. L'accesso e la circolazione dei mezzi privati sono vietati, sono allestiti dei parcheggi a pagamento prima dell'ingresso.
Dall'Alpe Devero è possibile raggiungere Binn in Svizzera passando (escursionisti esperti) per il Bivacco Combi e Lanza a 2.429 metri in val Buscagna, costruito dal CAI di Omegna in ricordo dei giovani soci Luigi Combi e Piero Lanza morti il 19 luglio 1970 sul Canalone Marinelli (parete est del Monte Rosa).

### Tutela del territorio: piano paesistico, parco regionale, sito Natura2000

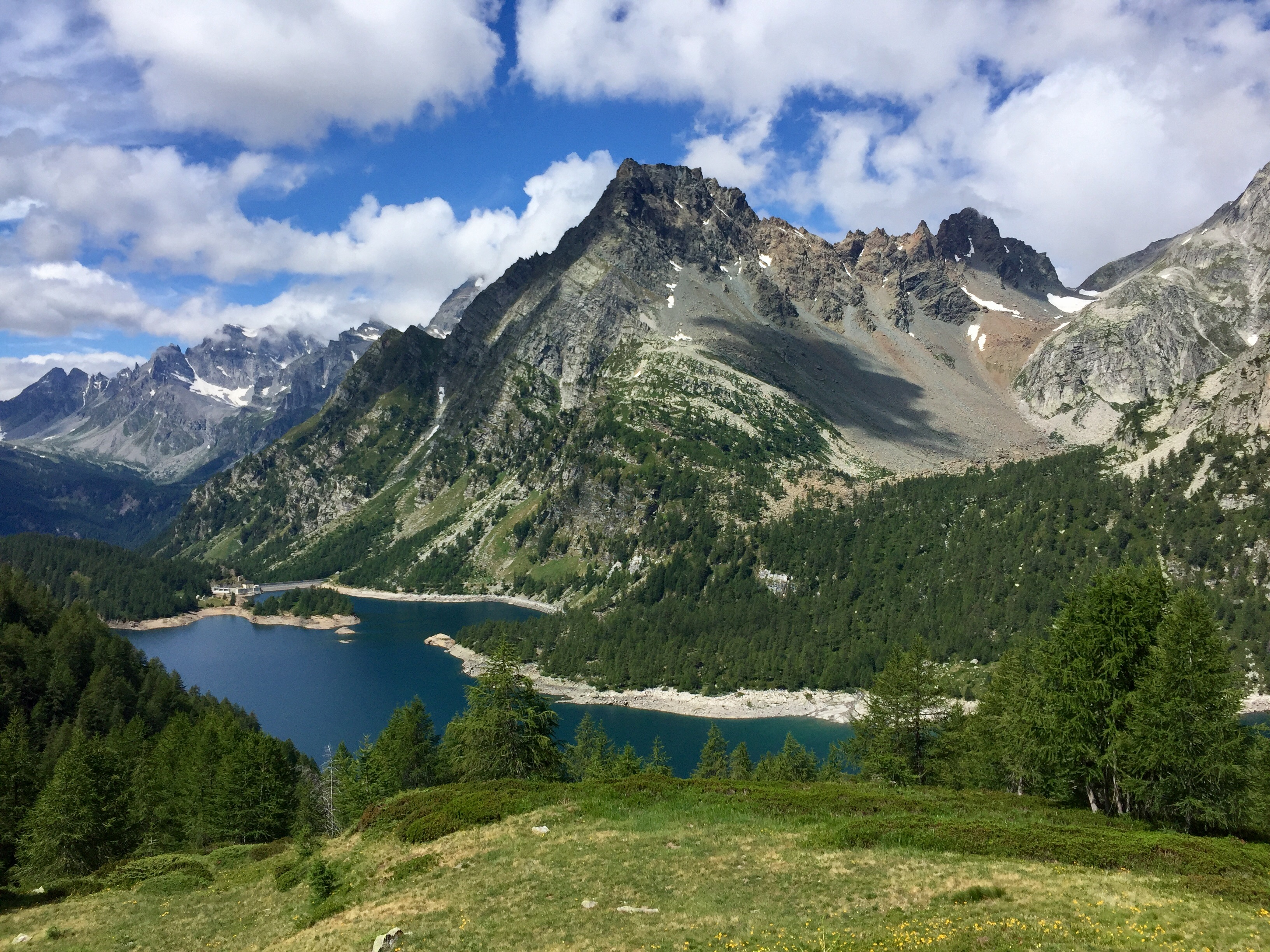
Alpe Devero in estate

L'Alpe Devero con il Piano Paesistico ha protetto l'architettura tradizionale montana e ha impedito un'espansione sregolata di costruzioni e infrastrutture di viabilità. L'Alpe Devero è infatti tutelato dalla legislazione (locale, regionale, nazionale ed europea) introdotta per preservare questo territorio:

#### Parco naturale dell'Alpe Veglia e dell'Alpe Devero
Parco naturale dell'Alpe Veglia e dell'Alpe Devero viene istituito con legge regionale del 14 marzo 1995, n. 32, risultato dell'accorpamento del Parco naturale dell'Alpe Veglia (L.R. 14/78) e del Parco naturale dell'Alpe Devero (L.R. 49/90) e diviso amministrativamente fra i comuni di Varzo, Trasquera, Crodo e Baceno. Il Parco, compreso fra i 1600 ed i 3553 m s.l.m., è stato istituito per tutelare le caratteristiche ambientali e naturali di due ampie conche alpine alla testata delle Valli Divedro e Devero contornate dalle più alte vette delle Alpi Lepontine Occidentali.

#### Zona di Salvaguardia dell'Alpe Devero
Istituita ai sensi della legge regionale del 24 aprile 1990, n. 50 come "Zona di salvaguardia dell'alpe Devero" è stata trasformata in "Area contigua dell'Alpe Devero", dall'art. 6 della legge regionale del 29 giugno 2009, n. 19 "Testo unico sulla tutela delle aree naturali e della biodiversità". Situata a sud del Parco naturale Veglia Devero, comprende la Piana di Devero e quella di Crampiolo e la Valle di Bondolero. La "Zona di salvaguardia", ora "Area contigua" fu istituita al fine di raccordare l'area protetta ed il territorio non soggetto a tutela e incentivare interventi ed attività compatibili con le caratteristiche ambientali.

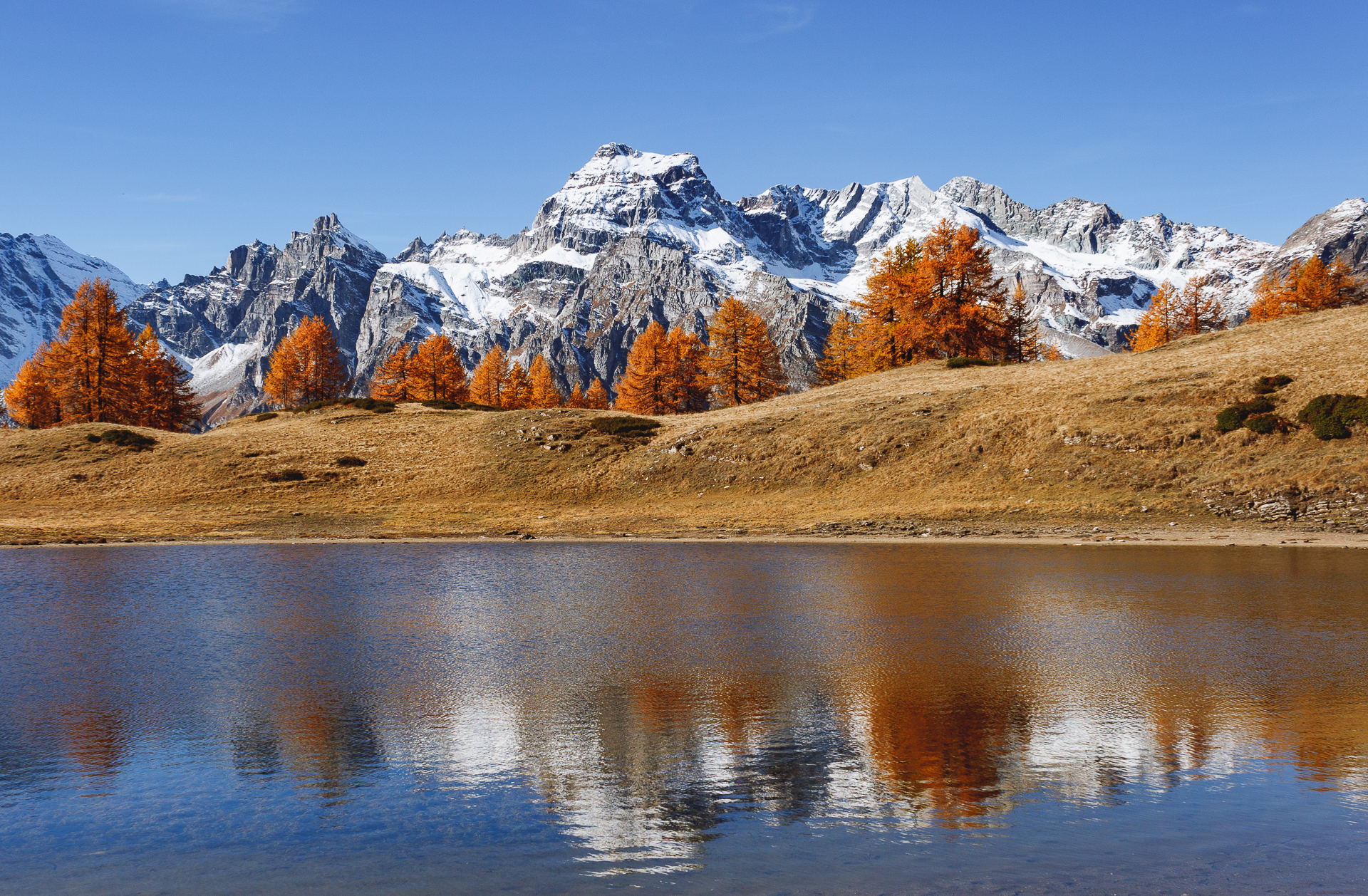
Alpe Devero in autunno

#### ZSC e ZPS IT1140016 "Alpi Veglia e Devero - Monte Giove"
La ZSC e ZPS presenta una superficie di 15.119 ettari, che comprendono interamente il Parco Veglia Devero e l'Area Contigua: aree alpine di rilevante interesse naturalistico, paesaggistico, storico e culturale che costituiscono la naturale prosecuzione e il naturale ampliamento, dei valori tutelati dall'area del Veglia Devero. La ZSC/ZPS IT1140016 è gestita dall'Ente di gestione delle aree protette dell'Ossola, avente sede a Varzo (VB) ed è integrata nel sistema Rete Natura 2000.

#### Piano Paesaggistico Regionale della Regione Piemonte
Approvato con DCR 3 ottobre 2017, n. 233 - 35836, Regolamento attuativo del Piano Paesaggistico Regionale Decreto Presidente Giunta Regionale 23 marzo 2019, n 4/R.

### Sport invernali

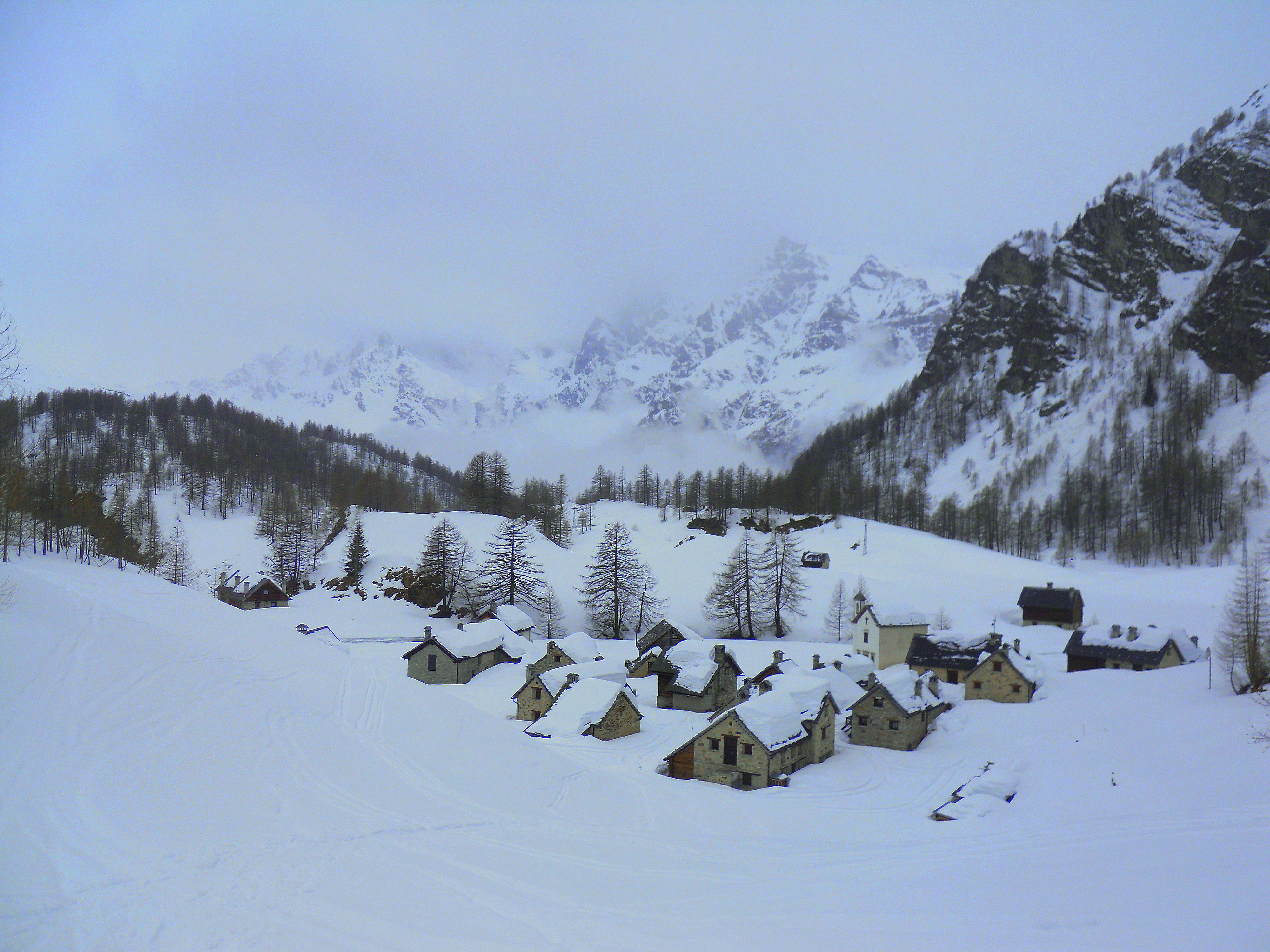
Crampiolo a fine inverno

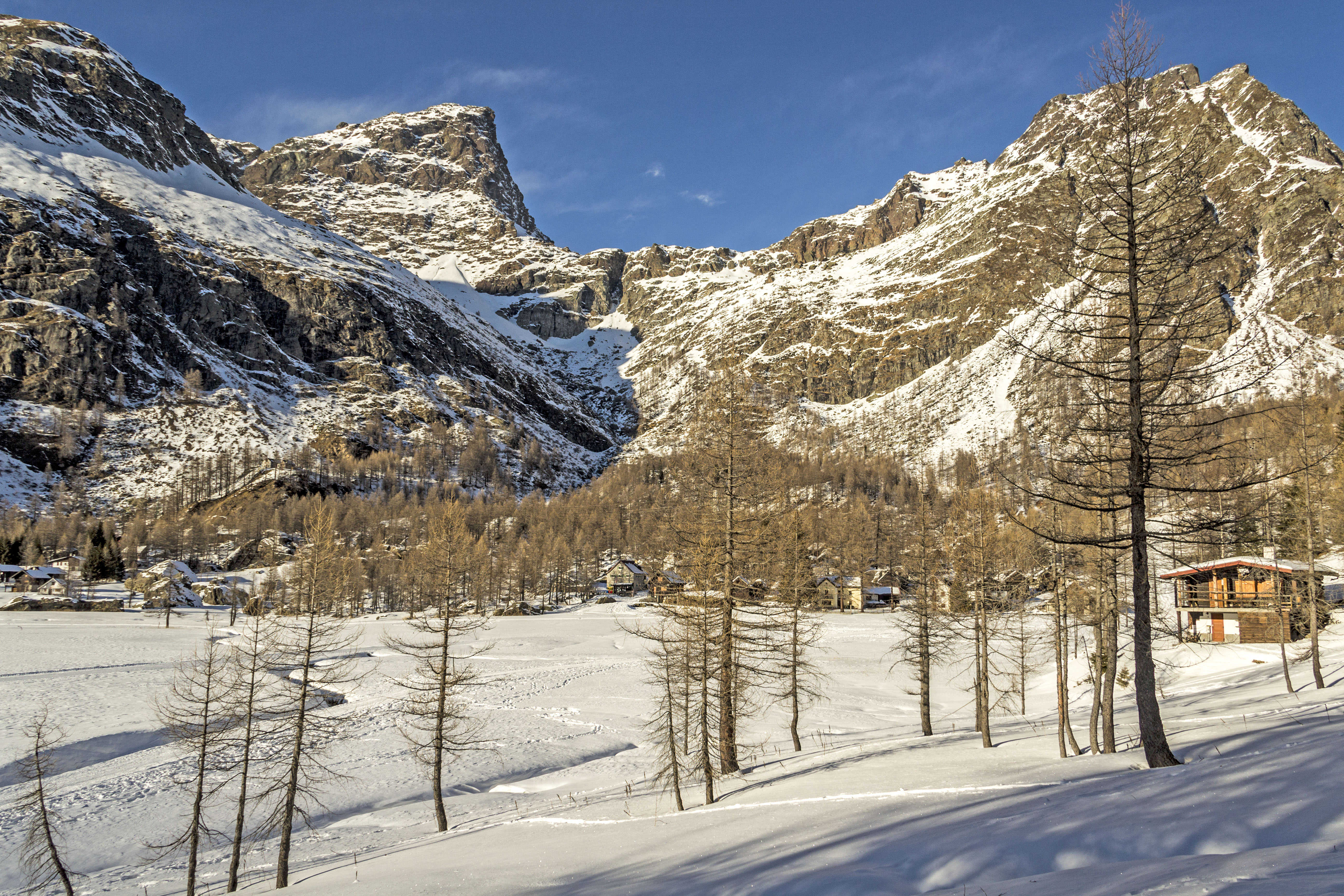
Visuale della conca con la linea montuosa dietrostante

All'Alpe Devero è presente un impianto di risalita per praticare lo sci e lo snowboard. La zona è frequentata anche da chi pratica sci alpinismo, chi usa le ciaspole e chi pratica sci fuoripista. Una seggiovia e due skilift, conducono a circa 500 metri dalla vetta del Monte Cazzola, da dove si snodano 8 km di piste battute, ed innumerevoli percorsi fuoripista tra cui il più famoso attraverso l'alpe Misanco. 
All'Alpe Dévero vengono anche predisposti per la stagione invernale un anello per praticare lo sci di fondo e uno snow park.

#### Impianti di risalita
- Seggiovia biposto Monte Cazzola, costruita dalla ditta Leitner nel 2003
- Skilift Cazzola 2, costruito dalla ditta CCM nel 2011
- Skilift Cazzola 3, costruito dalla ditta Leitner nel 1977
- Marciapiede mobile Baby